# 環状4号線 (横浜市)
環状4号線（かんじょう4ごうせん）は、横浜市の主要な環状道路の一つ。略称は「環4（かんよん）」。
市内の4つの環状道路の最も外側を通る。都市計画道路としての名称は横浜国際港都建設計画道路3・4・3号環状4号線。環状2号線と環状3号線とともに横浜市3環状10放射道路ネットワークを構成する市内の主要な環状道路である。一部区間は神奈川県道23号原宿六ツ浦線や「横浜市道環状4号線」として主要地方道に指定されている。また、主要地方道として18号という番号を持っており、道路標識等にも表示されている。

## 概要
横浜市の最も外郭を通る環状道路で、金沢区から栄区、戸塚区、泉区、瀬谷区、緑区を経て青葉区に至る。鎌倉市内を通過する540mを除いて、横浜国際港都建設計画道路3・4・3環状4号線として都市計画決定されているが、市道等としての区間は5つに分かれる（後述）。
2006年（平成18年）3月6日に戸塚区深谷町 - 泉区下飯田町間が開通したことで、西側外郭区間が環状道路としての機能を発揮するようになり、近隣の混雑緩和に寄与している。しかし、神奈川県道23号原宿六ツ浦線の区間や、海軍道路および緑区十日市場 - 青葉区鉄町間の幅員が狭いため、外環道として市域南北を結ぶ真価を必ずしも発揮できない状態であった。このため、横浜市では栄区内（上郷 - 公田間）及び瀬谷区内（上瀬谷通信施設内）で優先的に整備を進めた。
栄区内の環状4号線区間については、横浜市が1994年（平成6年）以来、本郷小学校前交差点から公田・桂町交差点を経由して鎌倉市境に至る区間（1,160 m）の拡幅整備を実施しており、2009年（平成21年）7月22日に公田交差点以西の区間が、残りの区間についても2015年（平成27年）11月30日に4車線化が完了した。
瀬谷区内上瀬谷通信施設内の環状4号線予定地については在日米軍の接収区域となるため、横浜市が2009年（平成21年）2月24日に防衛省に対し日米地位協定に基づく共同使用の申請を行い、2011年（平成23年）8月25日に日米合同委員会の合意を得た。これを受けて横浜市では2012年（平成24年）度 - 2015年（平成27年）度にかけて当該区間の整備を実施し、2016年（平成28年）3月28日に開通した。なお、同施設を含む周辺一帯の土地は2015年6月30日に日本へ返還された。
同施設の西側で一直線に伸びる道路は海軍道路（かいぐんどうろ）と呼ばれている。桜並木が有名で、春が近くなると雑誌等に掲載されることも多い。

## 路線データ
環状4号線は以下の区間に分かれている。

### 都市計画道路として
- 横浜国際港都建設計画道路3・4・3環状4号線 ： 横浜市金沢区六浦一丁目 - 横浜市青葉区鉄町（36.55 km）（ただし以下の区間を除く）
- 鎌倉都市計画道路3・5・2原宿六浦線 ： 鎌倉市岩瀬（540 m）

### 道路法の道路として
- 神奈川県道23号原宿六ツ浦線 ： 横浜市金沢区六浦一丁目 - 横浜市戸塚区原宿
- 横浜市道環状4号線1308号（主要地方道18号） ： 横浜市戸塚区原宿 - 横浜市瀬谷区瀬谷四丁目（主要地方道に指定されているのはこの区間のみ）
- 横浜市道環状4号上瀬谷線7165号 ： 横浜市瀬谷区瀬谷四丁目 - 横浜市瀬谷区中屋敷（中瀬谷消防出張所前）
- 横浜市道目黒第153号線 ： 横浜市瀬谷区中屋敷 - 横浜市瀬谷区瀬谷町（通称：海軍道路）
- 横浜市道上川井第148号線、上川井第147号線 ： 横浜市瀬谷区瀬谷町 - 横浜市瀬谷区北町（上瀬谷通信施設内区間）
- 横浜市道環状4号鴨志田線7161号 ： 横浜市瀬谷区北町 - 横浜市青葉区鉄町

重複路線
- 神奈川県道21号横浜鎌倉線（横浜市栄区・公田交差点 - 鎌倉市・鎌倉女子大前交差点）
- 神奈川県道402号阿久和鎌倉線（横浜市栄区・笠間大橋下入口交差点 - 戸塚区・原宿交差点 - 深谷交差点）

## 通過地
- 横浜市金沢区
  - 横浜横須賀道路朝比奈ICがある。
- 横浜市栄区
- 鎌倉市
- 横浜市戸塚区
  - 原宿
    - 原宿交差点は交差する国道1号が慢性的に渋滞していたが、立体交差化が2010年（平成22年）12月12日に完了した。
- 横浜市泉区
  - 下飯田駅
  - ゆめが丘駅
  - いずみ中央駅
- 横浜市瀬谷区
  - 瀬谷駅
    - 2005年（平成17年）4月29日、相鉄本線の跨線橋が開通。跨線橋は仮設のため将来的には相鉄線を地下化する計画である。
    - 2016年（平成28年）3月28日まで旧海軍道路入口交差点 - 目黒交番前が旧国道16号と重複していたが、環状4号線（上瀬谷地区）の開通により解消された。
- 横浜市緑区
  - 横浜市旭区若葉台四丁目との区境上を通過
  - 十日市場
  - 十日市場駅
- 横浜市青葉区
  - 青葉台駅
  - 鉄町（くろがねちょう）

## 接続する路線
本節では起点 - 原宿交差点までの神奈川県道23号原宿六ツ浦線の区間は除き、原宿交差点以降（横浜市道環状4号線）の接続路線について記す。
- 国道1号（戸塚区・原宿交差点）
- 神奈川県道402号阿久和鎌倉線（戸塚区・深谷交差点）
- 都市計画道路桂町戸塚遠藤線（泉区・赤坂橋交差点）
- 神奈川県道22号横浜伊勢原線 (長後街道)（泉区・和泉坂上交差点）
- 都市計画道路権太坂和泉線（泉区・かもめパーク入口交差点）
- 都市計画道路鴨居上飯田線（泉区および瀬谷区・日向山団地中央交差点）
- 神奈川県道45号丸子中山茅ヶ崎線 (中原街道)（瀬谷区・下瀬谷2丁目交差点）
- 神奈川県道40号横浜厚木線 (厚木街道)（瀬谷区・瀬谷4丁目交差点）
- 国道16号（緑区および瀬谷区・立体交差のため周辺道路の交差点を介し接続）
- 都市計画道路山下長津田線（緑区・十日市場交差点）
- 神奈川県道140号川崎町田線 （青葉区・下台交差点）
- 神奈川県道12号横浜上麻生線（終点）

## 別名

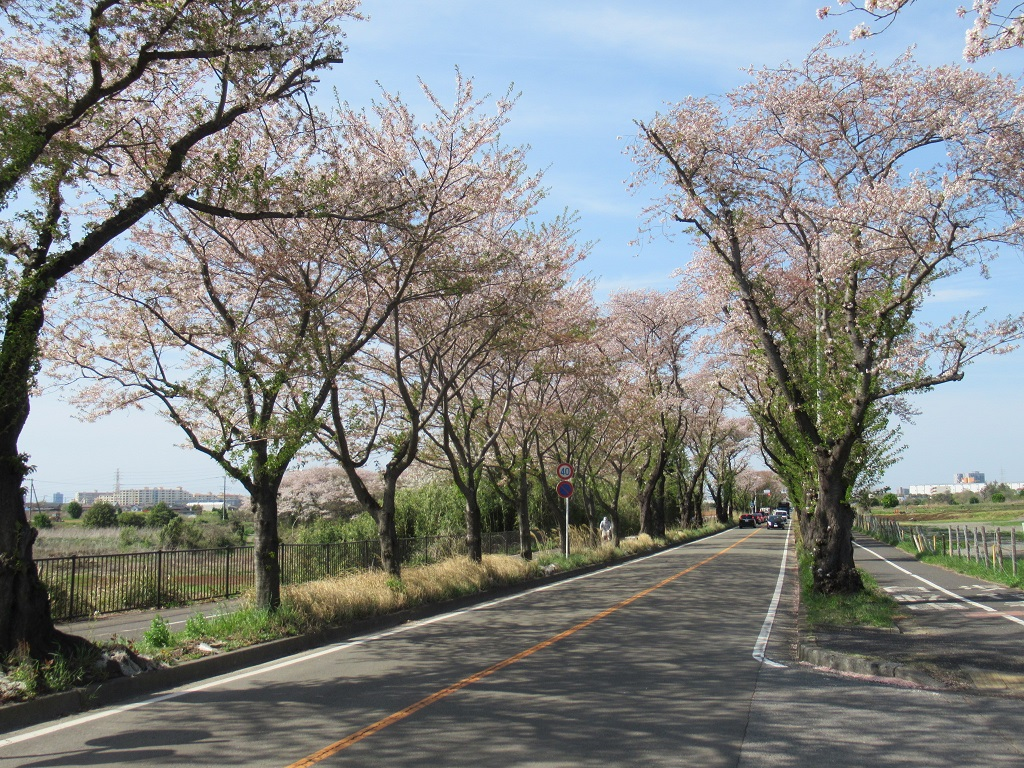
海軍道路の桜並木

- 海軍道路（瀬谷区・瀬谷中学校前交差点 - 瀬谷区・旧国道16号）
  - 市内2位の長距離直線道路である。戦時中は旧日本海軍補給廠（戦後は在日米軍海軍上瀬谷通信施設、2015年6月30日 日本に返還）が設置され、横須賀海軍資材集結所専用線が瀬谷駅から敷設されていた。
  - 沿道の桜並木は1970年代から80年代に植えられたもので最盛期は600本あったとされる[8]。
  - 環状4号未開通区間の一箇所であったが、2016年3月28日に上瀬谷地区が開通した。これに伴い、海軍道路分岐交差点が設置され、ソメイヨシノの街路樹が一部伐採された。街灯設置は在るが軍事施設近傍を通過するため一部区間は夜間も点灯しない。
  - 横浜市では2012年度から桜並木の樹木診断を毎年実施しているが、年を追うごとに樹木の健全度は低下しており、横浜市の計画では2027年開催の国際園芸博覧会の前に伐採や植え替えを行うこととしている[8]。住宅地を通る海軍道路の南半分にはコシノヒガンの植樹が検討され、北半分と合わせて約40品種、600本以上の桜を植えることとなっている[8]。
  - 旧上瀬谷通信隊跡地で、2027年に、花博が開催される予定である。その建設工事のため、2024年12月18日に道の付け替えが行われ、桜並木の脇を通過する部分は約半分となった。
- 産業道路（泉区、瀬谷区・日向山団地中央 - 泉区・中和田南小学校入口）
  - 当該区間周辺の住民が使用している俗称である。1930年（昭和5年）から1931年（昭和6年）にかけて鎌倉郡中和田村の事業により、村内を通る現在の環状4号線の部分が拡幅され、農作業車両の通行や物資の運搬のため使われるようになったことから、こう呼ばれている[9]。
  - 上記の産業道路区間の別称として「たつ道」がある。新田義貞の鎌倉攻めの道と言われている。

## ギャラリー

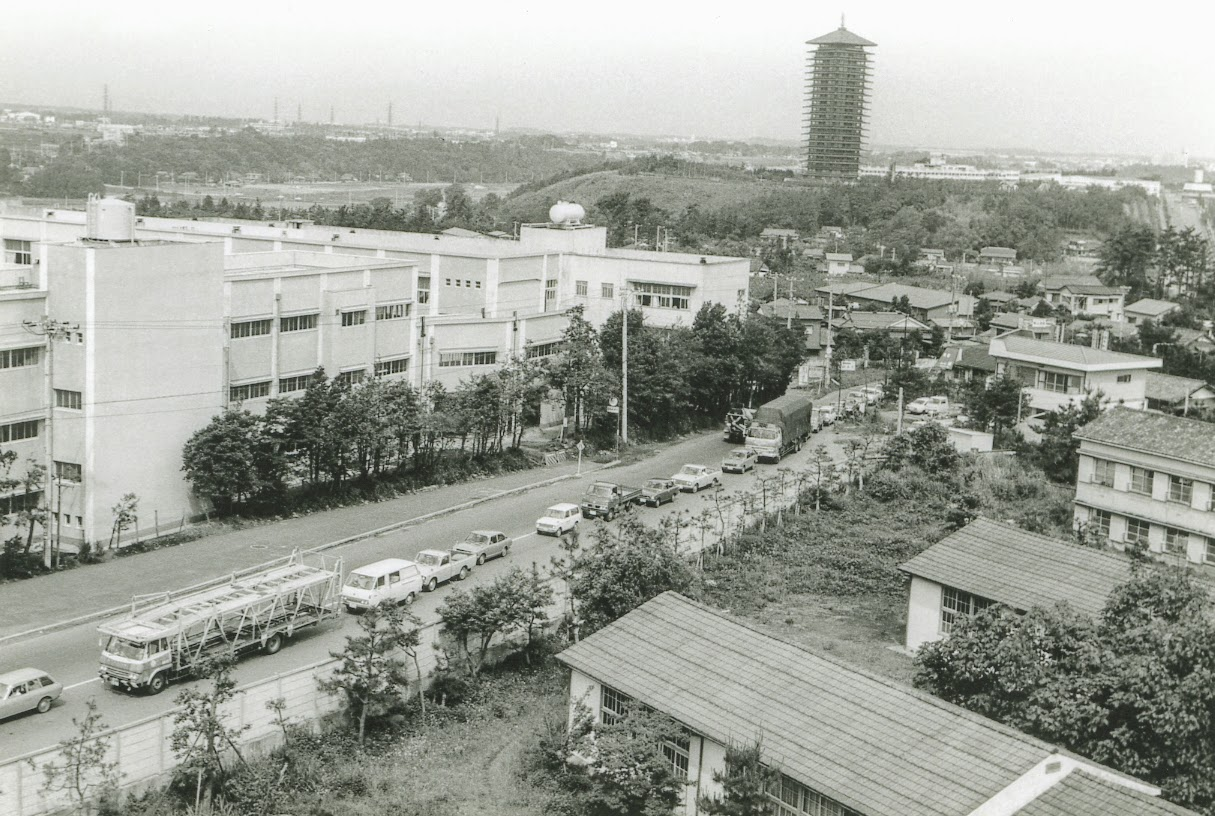
横浜市道環状4号、戸塚区原宿 国立病院機構横浜医療センター前
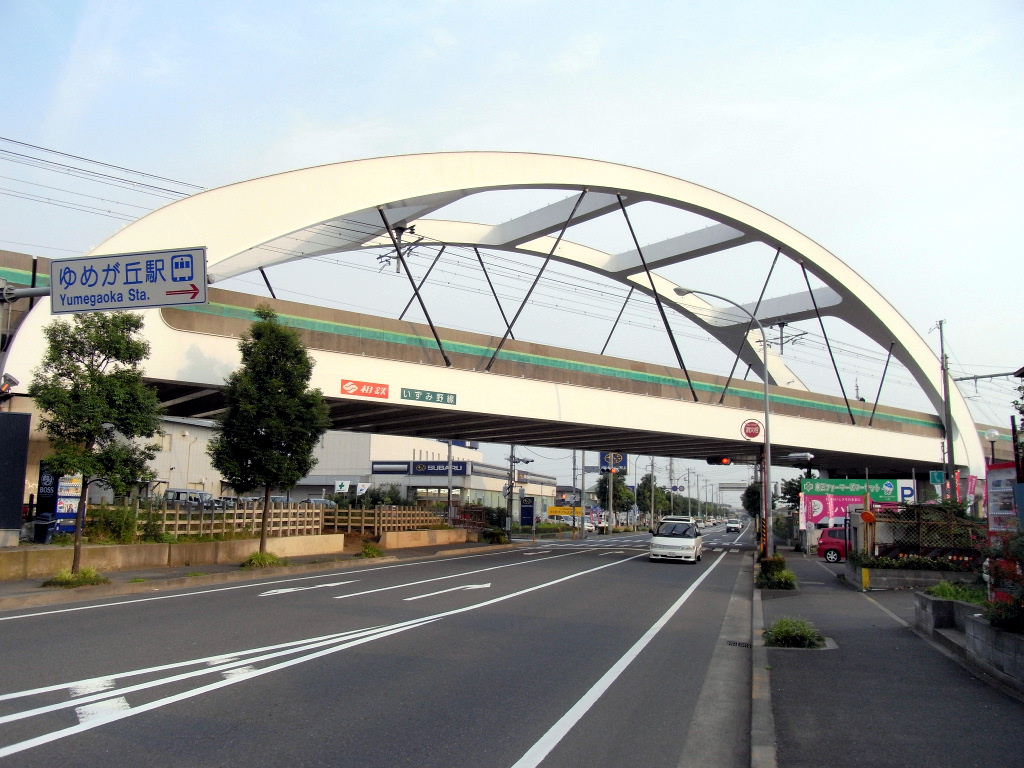
横浜市道環状4号、泉区下飯田町 ゆめが丘駅前
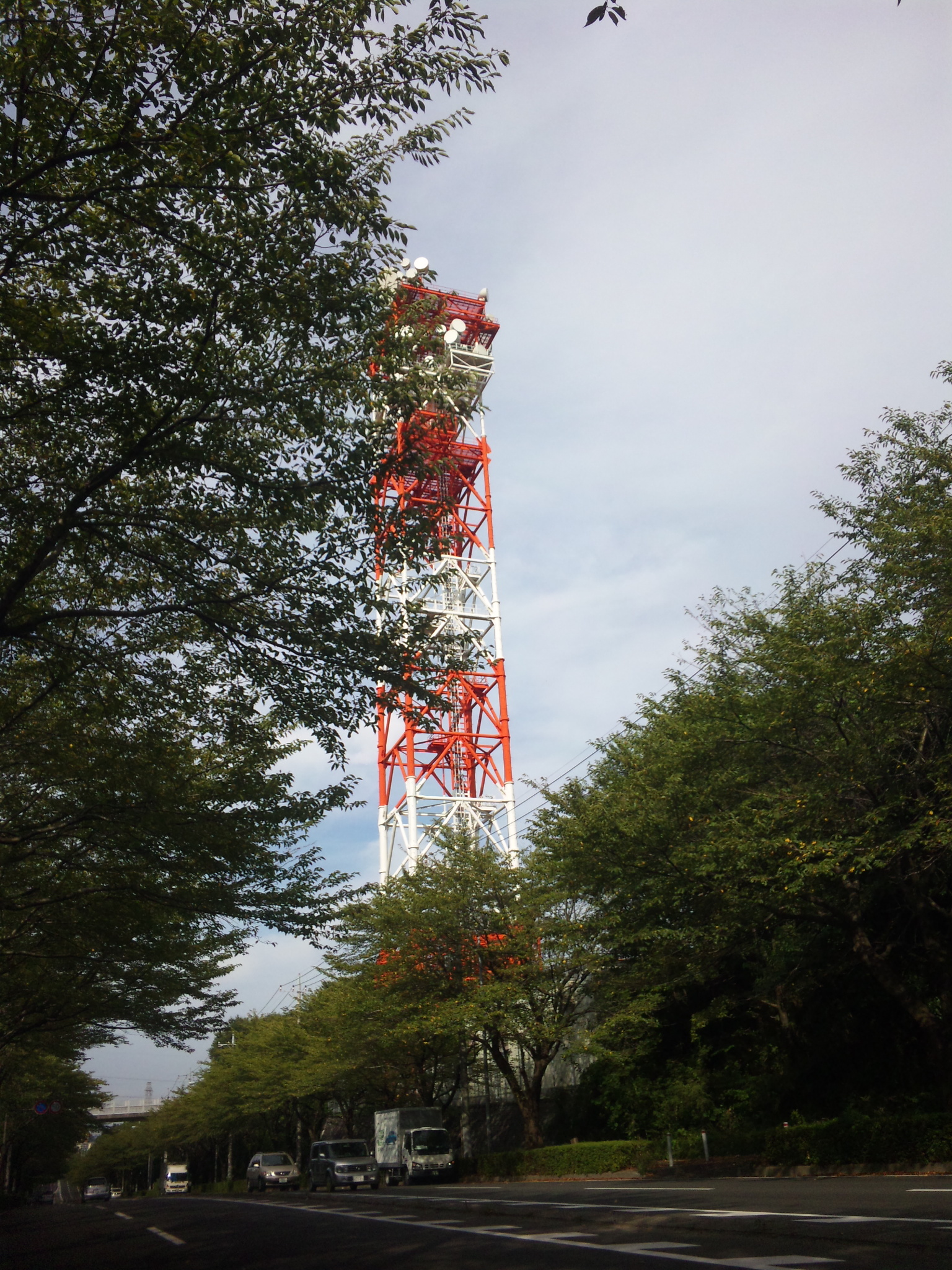
横浜市道環状4号、旭区若葉台付近
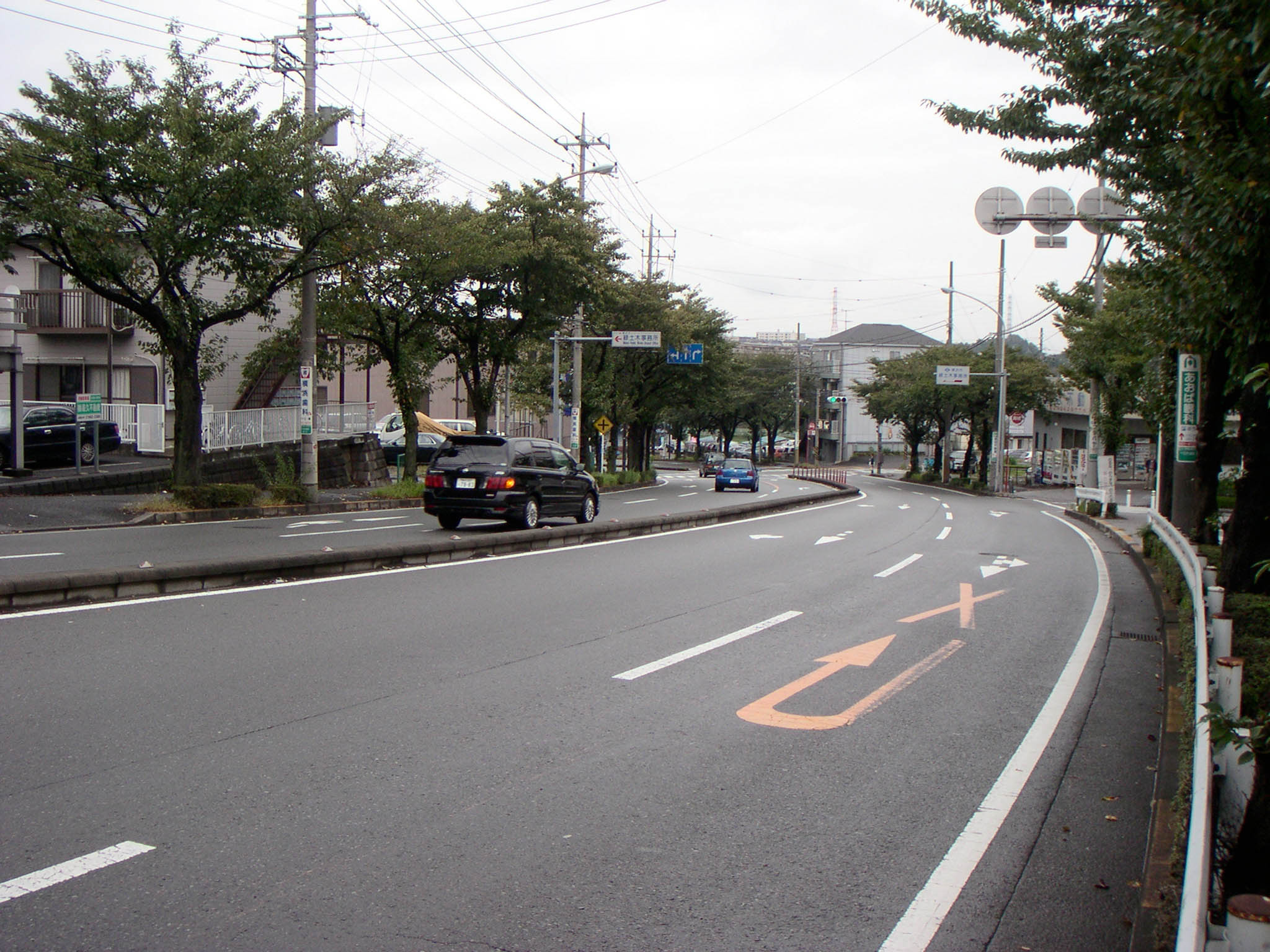
横浜市道環状4号、緑区十日市場町 十日市場駅付近
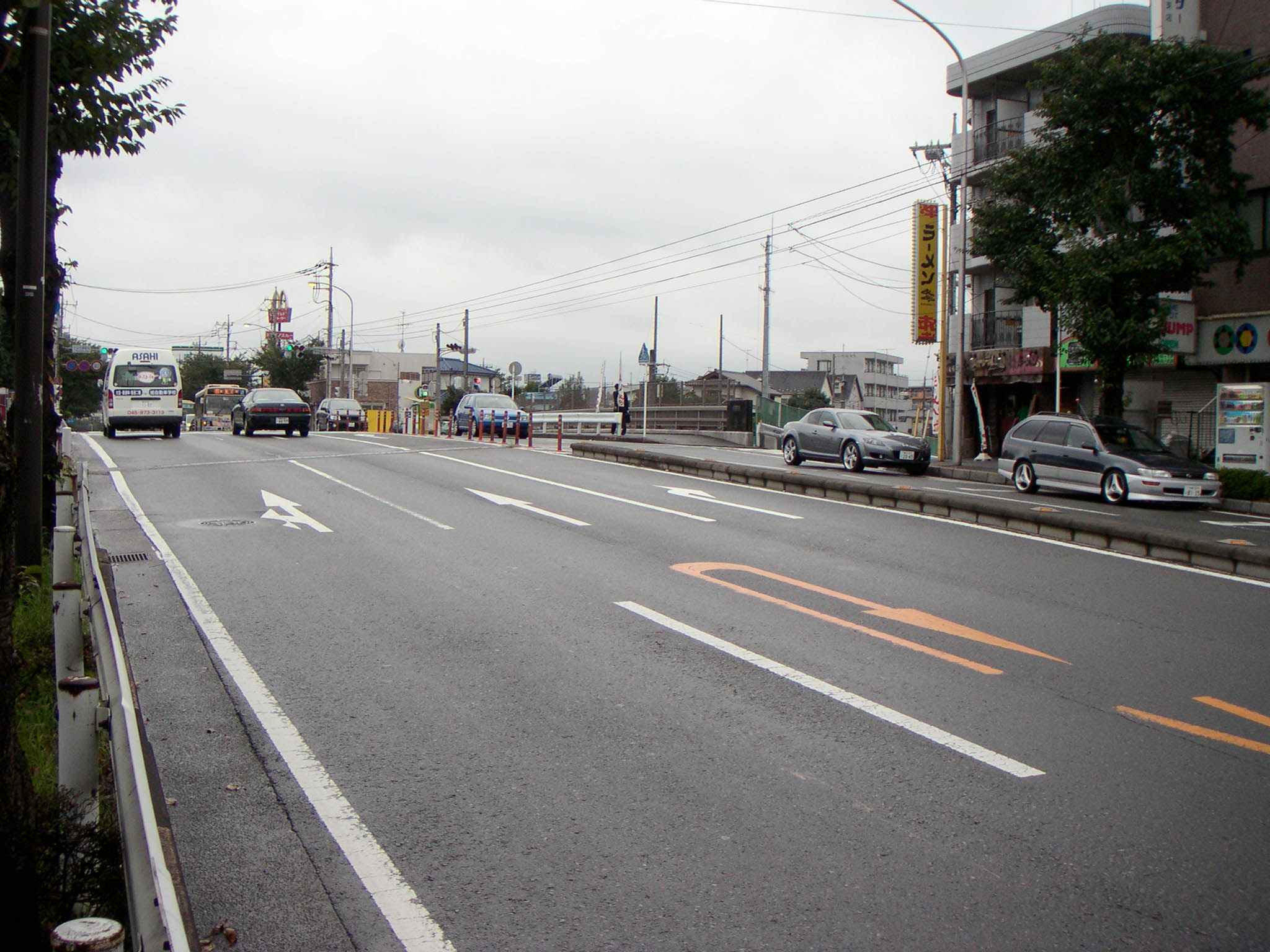
横浜市道環状4号、緑区十日市場町 十日市場駅付近
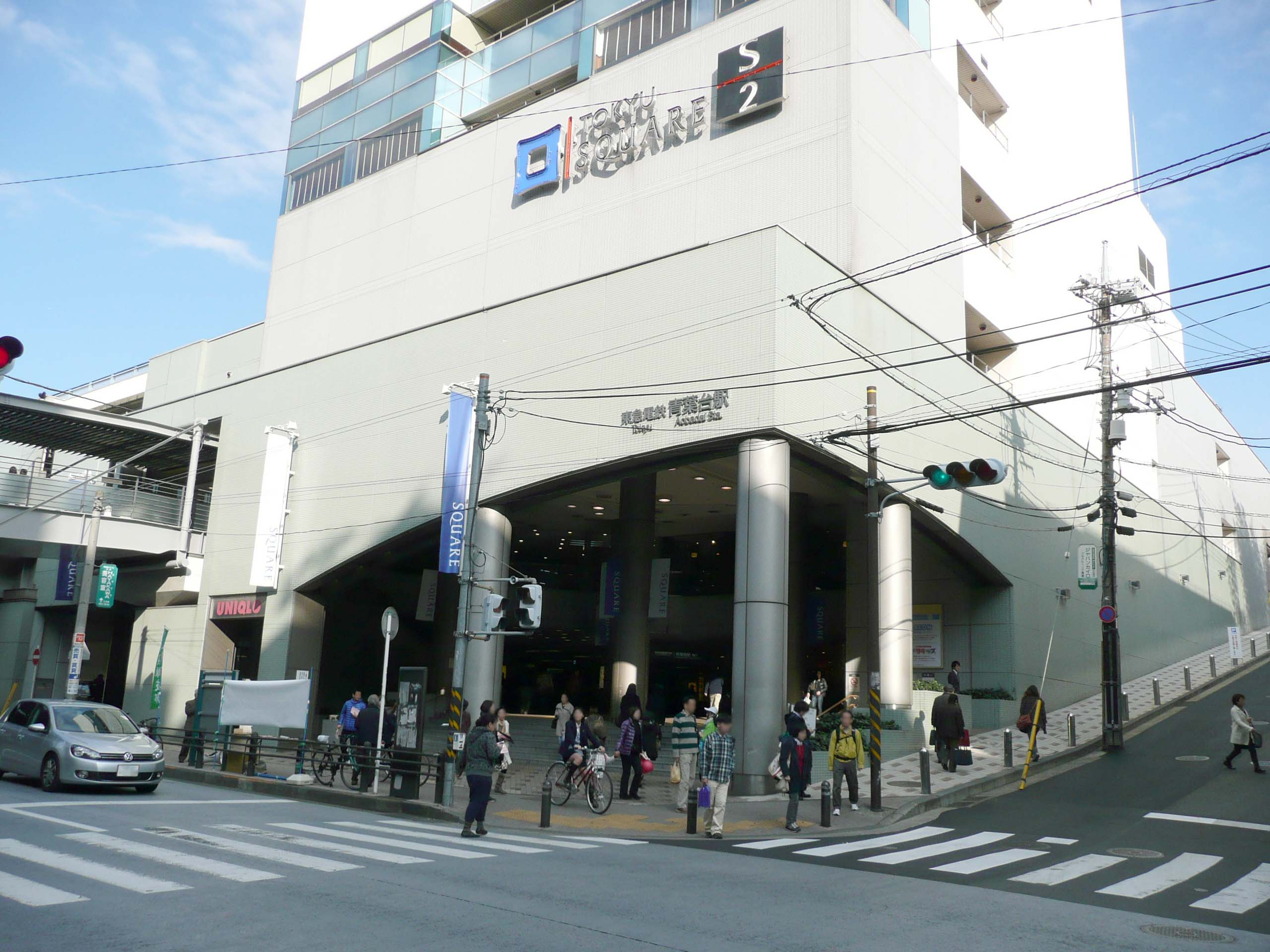
横浜市道環状4号、青葉区青葉台駅西口